# Bressol

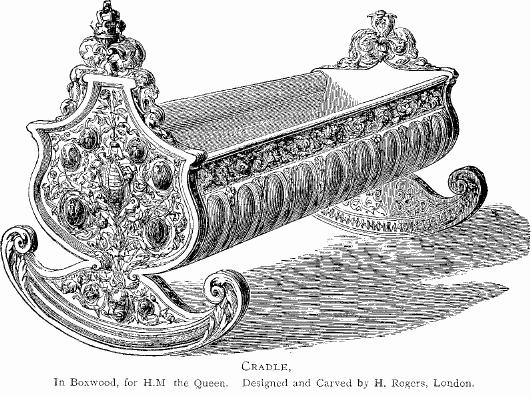
Bressol antic

Un bressol, bres (valencià i balear) o bressola és un tipus de llit petit per a nadons. Els bressols tenen la característica específica de tenir barrots sobre proteccions laterals per a evitar caigudes durant el son. Els bressols tradicionals tenien peus semicirculars que servien per balancejada i així induir el somni del nadó. Tanmateix, actualment, la major part presenta potes estàndard amb rodes. Aquestes compleixen la doble funció de dotar-les de mobilitat i de permetre de gronxar els nadons.

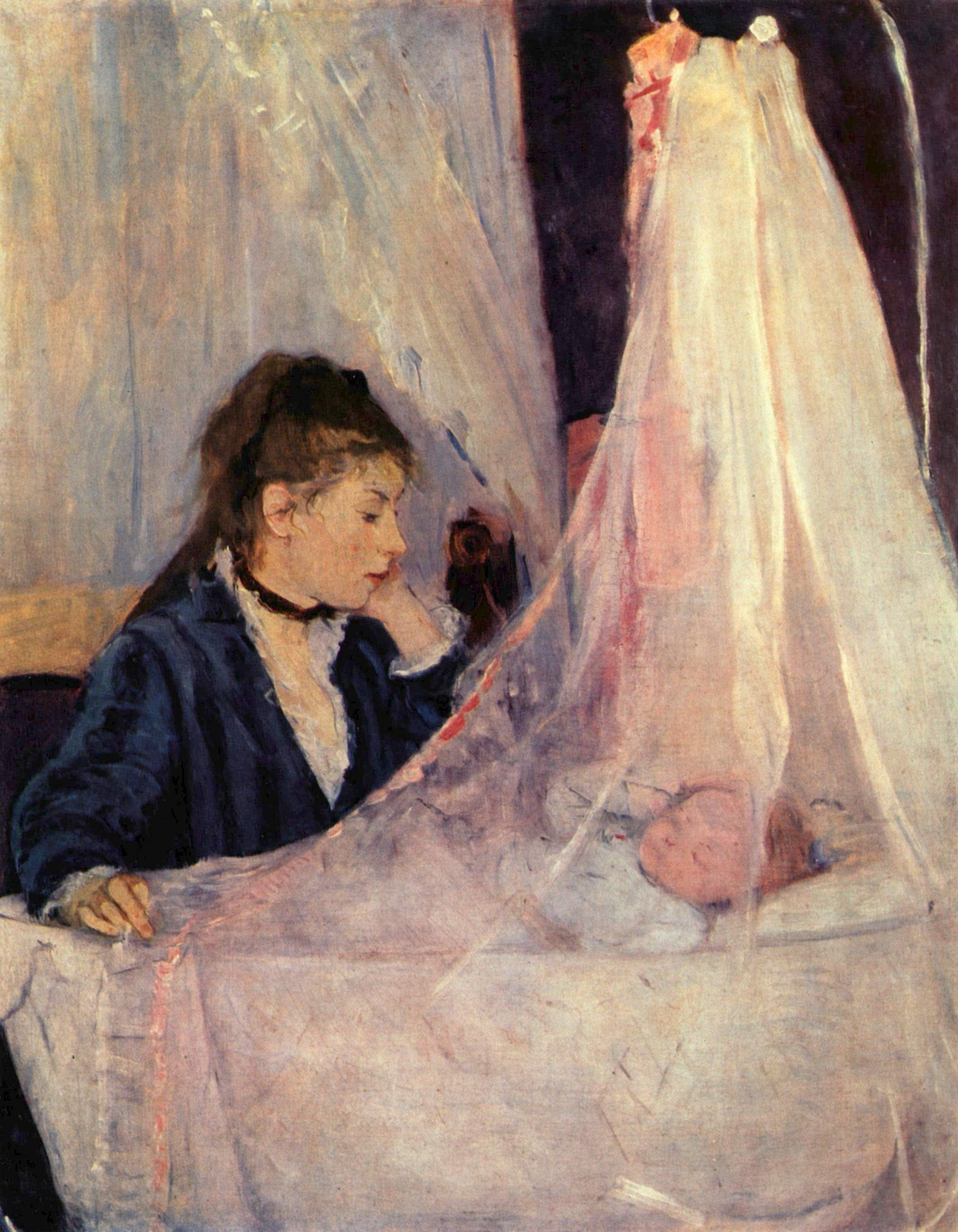
El bressol (Le berceau, 1872, Orsay) de Berthe Morisot. Exemple d'un bressol amb dosser

 Hi ha molts models de bressols fabricats en diferents materials: fusta, plàstic, metall, etc. Alguns bressols petits de nadons incorporen una mena de dosser del qual pengen les vestidures per a protegir el nen de la llum o com a simple element estètic. Sobre el mateix, sovint es lliguen llaços o es penja un cascavell o altres elements sonors com mòbils (peces articulades amb elements penjants que es mouen per a distreure l'atenció del nadó). Per a fer-les més agradables a la vista, alguns bressols es vesteixen amb faldilles que s'adornen amb vetes, llaços o altres objectes estètics.

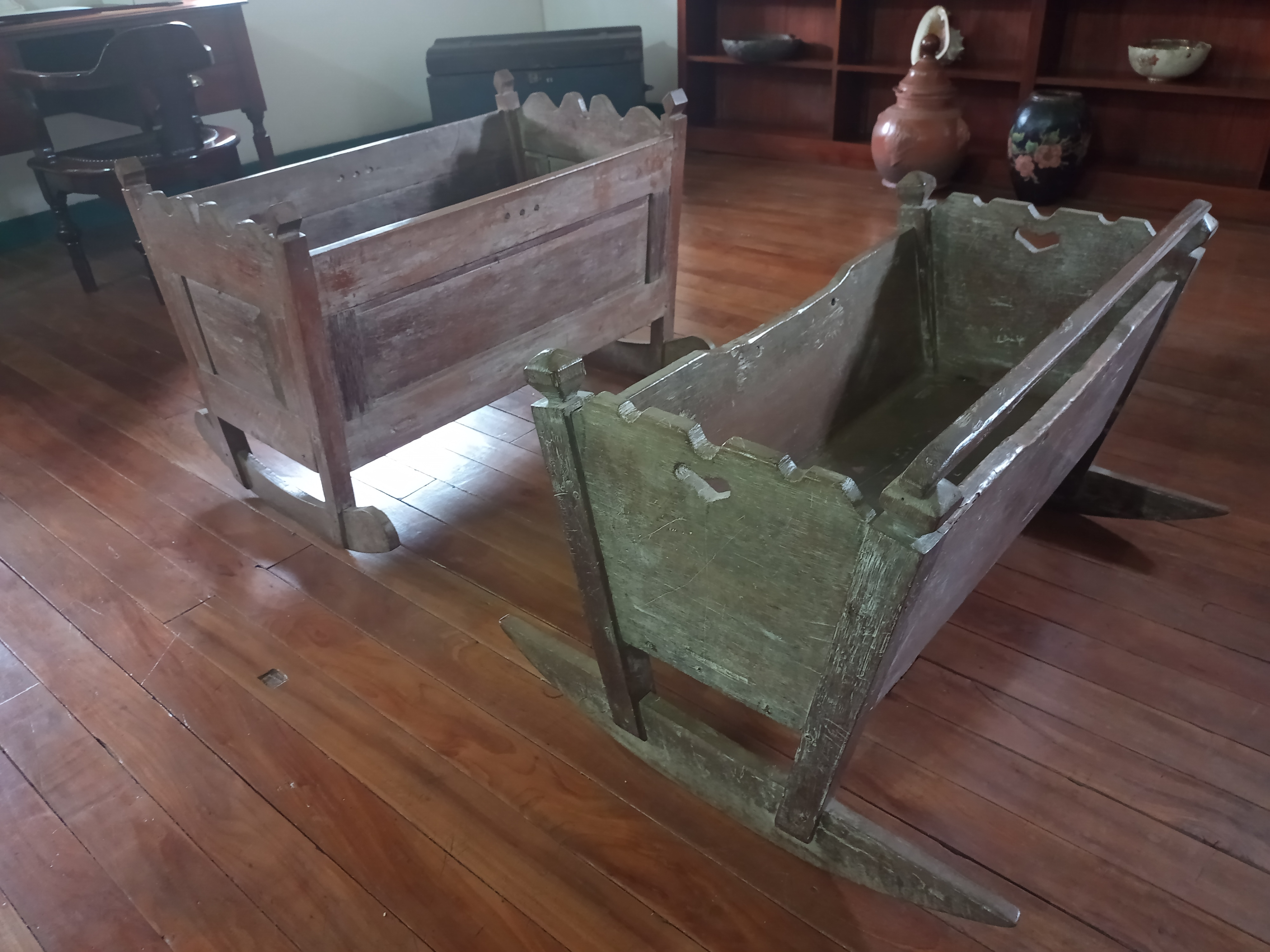

Els models de bressol per a nens de fins a tres o quatre anys són més grans i tenen els laterals alts per prevenir salts o caigudes. En alguns casos, una de les parets és practicable es pot moure o retirar per ficar o treure el nen amb menor esforç.
Els bressols solen utilitzar un matalàs d'escuma per a poder tallar a mida i ser més confortable que el de molles.
Bressol de viatge. Bressol plegable que s'utilitza per a desplaçaments. L'estructura es plega sobre si mateixa per tal d'ocupar el mínim espai.